# 10113 Alantitle
10113 Alantitle este o planetă minoră (asteroid) din centura de asteroizi. A fost descoperită pe 6 august 1992 la Observatorul Palomar de Henry E. Holt și a fost numită după Alan M. Title⁠(d). 
Obiectul prezintă o orbită caracterizată de o semiaxă mare de 2,6048092 UAi, o excentricitate de 0,15, o înclinație de 11,22648 ° în raport cu ecliptica.